# Setge de Castelnuovo
El setge de Castelnuovo es va produir entre el 18 de juliol i el 7 d'agost de 1539 en la lluita pel control de la mar Mediterrània entre la República de Venècia i l'Imperi Otomà durant les Guerres turco-venecianes. Castelnuovo, actual Herceg Novi, a Montenegro, havia estat presa per tropes dels terços l'any anterior durant la campanya de la Lliga Santa contra l'Imperi Otomà. La localitat emmurallada va ser assetjada per terra i mar per un poderós exèrcit otomà dirigit per Khair ed-Din Barba-rossa, qui va oferir una rendició honorable a les tropes defensores. No obstant això, aquesta va ser rebutjada pel comandant Francisco de Sarmiento i pels seus capitans tot i que eren coneixedors que la flota cristiana, derrotada en la batalla de Préveza, no podria acudir en el seu auxili.
Durant el setge les forces hispanes van oferir una aferrissada resistència i van causar nombroses baixes als otomans. Malgrat tot, després de tres setmanes de continus assalts, Castelnuovo va caure davant els assetjadors i gairebé tots els defensors, inclòs Sarmiento, van morir durant el setge. La pèrdua d'aquesta plaça forta va posar fi a l'intent dels poders cristians de reprendre el control del Mediterrani oriental. La valentia demostrada pels soldats dels terços va ser elogiada en tota l'Europa cristiana i es va convertir en tema de nombrosos poemes i cançons.

## Context

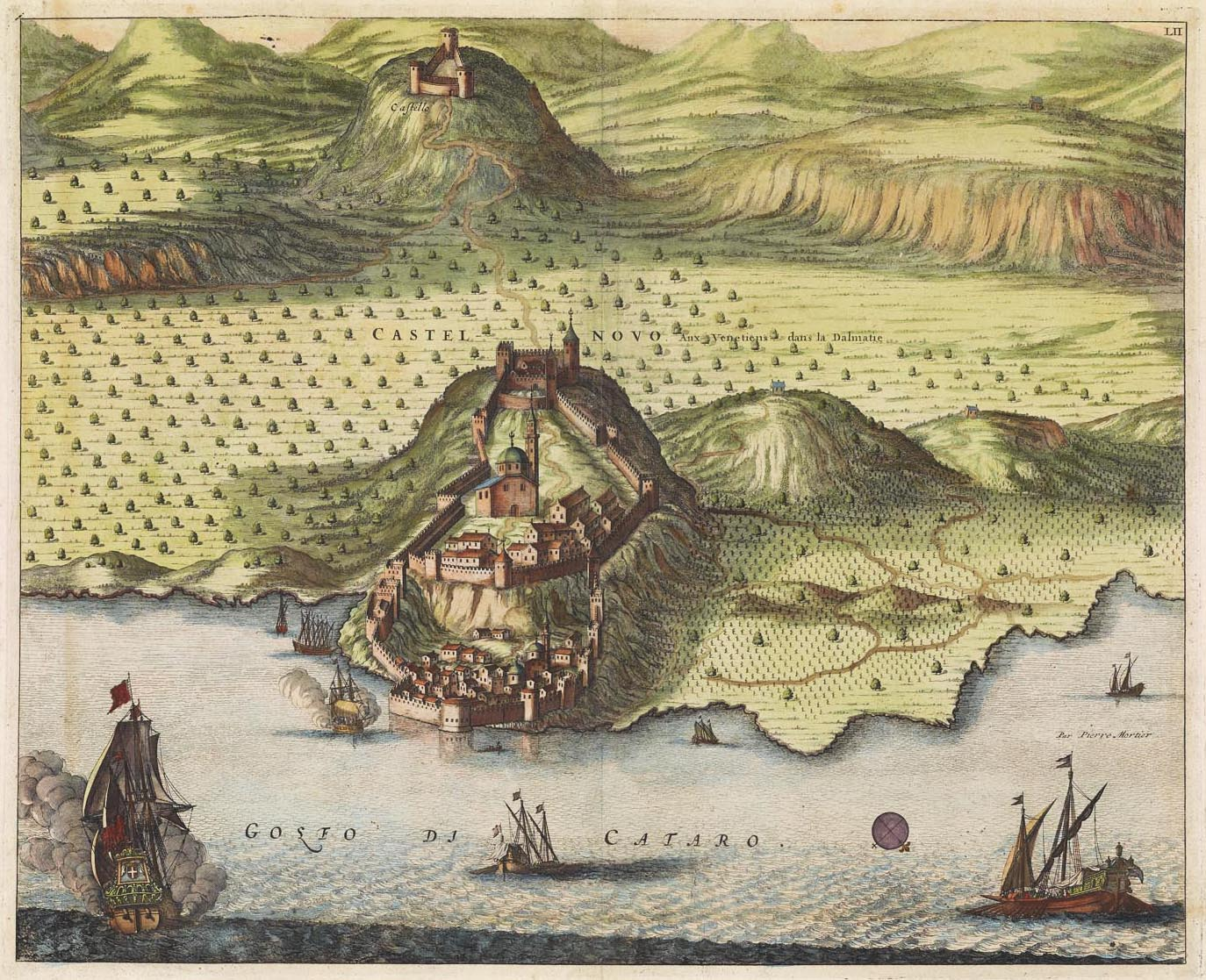
Castelnuovo, Pierre Mortier (1711)

El 1538 la principal amenaça per a la cristiandat a Europa era l'expansionisme de l'Imperi Otomà. Els exèrcits del sultà Solimà el Magnífic havien estat detinguts a Viena en 1529. Al mar Mediterrani, una ofensiva cristiana va tractar de contrarestar el perill d'una gran flota turca el 1535, quan una poderosa armada al comandament d'Álvaro de Bazán i d'Andreu Doria va capturar Tunis i va expulsar a l'almirall otomà Khair ed-Din Barba-rossa de les aigües de la Mediterrània occidental. L'almirall turc va ser requerit per la Sublim Porta en Constantinoble on va ser nomenat comandant d'una gran flota amb la qual havia de portar a terme una campanya contra les possessions de la República de Venècia en els mars Jònic i Egeu. En el transcurs de la mateixa Barbarroja va prendre les illes de Siros, Egina, Ios, Paros, Tenos, Kàrpathos, Kasos, Naxos i va posar sota setge Corfú. Així mateix, va saquejar les ciutats italianes d'Òtranto i Ugento així com la fortalesa de Castro, a la província de Lecce.

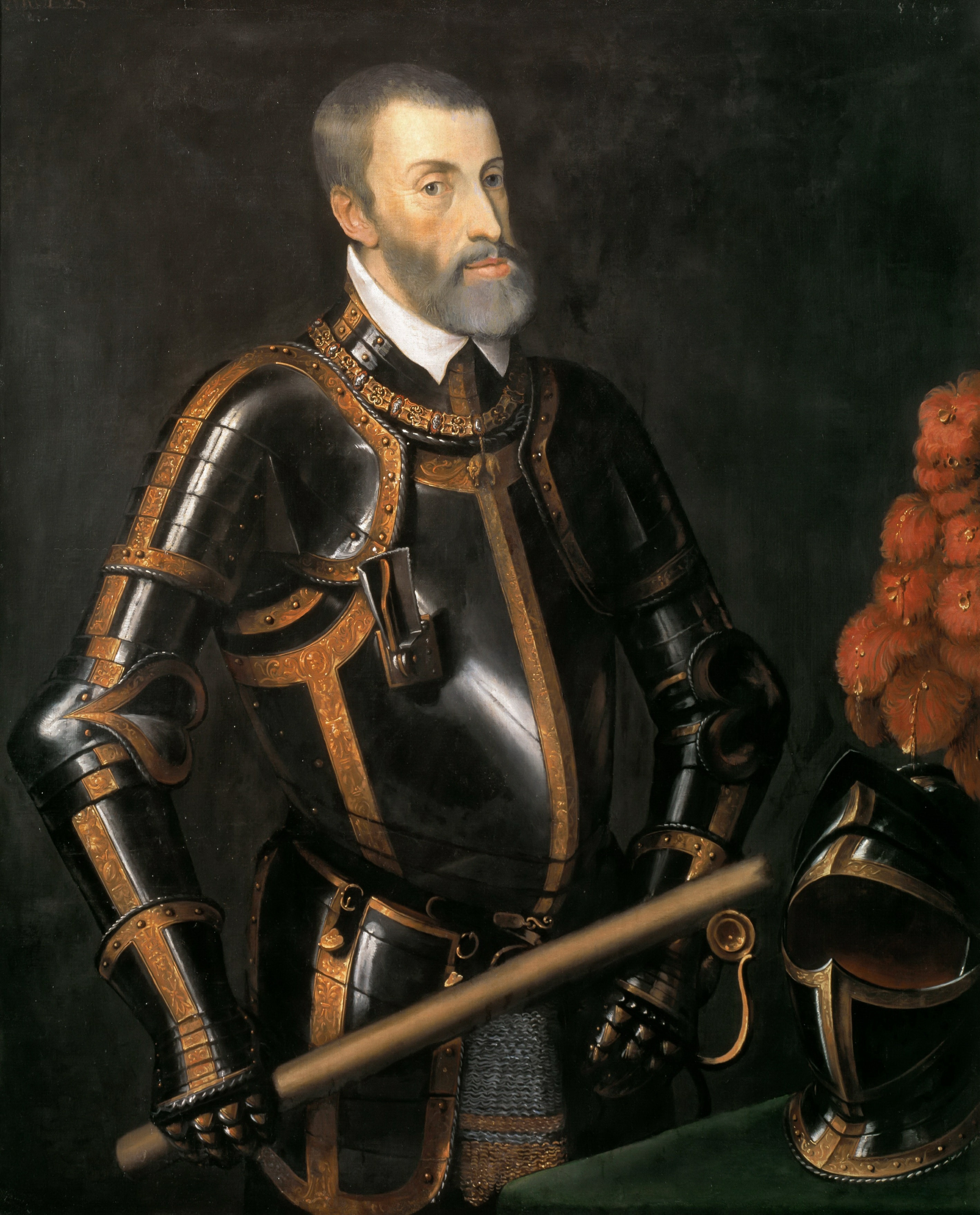
L'Emperador Carles V amb armadura, per Ticià (c. 1550)

La República de Venècia, espantada per la pèrdua de les seves possessions i la ruïna del seu comerç, va posar en marxa una vigorosa campanya diplomàtica destinada a crear una Lliga Santa per recuperar els territoris i expulsar les naus otomanes. Al febrer de 1538, el papa Pau III va aconseguir que es posés en marxa una lliga catòlica composta per la mateixa Santa Seu, Venècia, l'imperi de Carles I, l'arxiducat d'Àustria i els cavallers de Malta. La flota aliada havia de sumar dues-centes galeres més cent vaixells auxiliars, en els quals havien d'embarcar un exèrcit de 50 000 soldats d'infanteria i 4500 de cavalleria. No obstant això, només es va poder reunir una força de 130 galeres i un exèrcit d'uns 15 000 homes. El comandament de la flota l'ostentaria oficialment el genovès Andreu Doria, encara que Vicenzo Capello i Marc Grimaldi, comandants de les flotes del papat i Venècia, respectivament, dirigien gairebé el doble de naus que Doria. El comandant de l'exèrcit era Ferrante Gonzaga, virrei de Sicília.

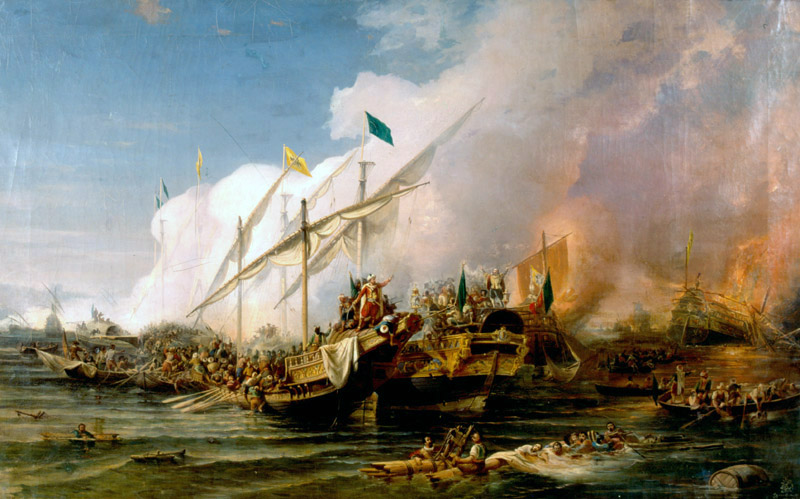
Khair ed-Din Barba-rossa derrota a les naus de la Lliga Santa dirigides per Andreu Doria a la batalla de Préveza (1538). Pintura de 1866 d'Ohannes Umed Behzad.

El desacord entre els diferents comandants de l'heterogènia força cristiana va disminuir la seva efectivitat contra un oponent experimentat com era Barba-roja. Això va quedar demostrat en la derrota catòlica en la batalla de Préveza, lliurada al Golf d'Ambràcia a la Mar Jònica. Tot i aquest revés, la flota de la Lliga Santa va donar suport al desembarcament de la infanteria a la costa de Dalmàcia i va conquistar Castelnuovo, una petita localitat costanera amb una estratègica fortalesa a mig camí entre les possessions venecianes de Cattaro i Ragusa a la regió coneguda com Albània veneciana. Després d'aquest èxit, Venècia va reclamar la possessió de la plaça forta, però el Carles V, es va negar a cedir-la, ja que l l'havien pres les seves tropes. Aquest desacord va posar punt final a l'efímera Lliga Santa.
Castelnuovo va ser guarnida amb uns 4000 homes, la major part d'ells membres del terç de soldats veterans dirigits per l'experimentat mestre de camp Francisco Sarmiento de Mendoza. Aquest terç, denominat per a l'ocasió com Terç de Castelnuovo, estava compost per quinze banderes - companyies - pertanyents a les següents unitats: 6 banderes del terç de Florència, tres del Terç de Llombardia -desmobilitzat l'any anterior després d'un motí per manca de paga-, dues del Terç de Nàpols, una del Terç de Niça i tres banderes noves. Els quinze capitans de les banderes eren Machín de Munguía, Álvaro de Mendoza, Pedro de Sotomayor, Juan Vizcaíno, Luis Cerón, Jaime de Masquefa, Luis de Haro, Sancho de Fredes, Olivera, Silva, Cambrana, Alcocer, Cusan, borgonyó i Lázaro de Corón. La guarnició també incloïa 150 unitats de cavalleria lleugera, un petit contingent de soldats i cavallers grecs manats per Ándres Escrápula i algunes peces d'artilleria del capità Juan d'Urrés i els seus quinze artillers. El capellà d'Andreu Doria, anomenat Jeremies, també va romandre a Castelnuovo al costat de quaranta clergues i comerciants i va ser nomenat bisbe de la localitat.
Aquesta important força va ser desplegada a Castelnuovo perquè es pretenia que la localitat fos una cap de platja per a una gran ofensiva contra el cor de l'Imperi Otomà en els Balcans. No obstant això, la destinació d'aquests homes depenia enterament del suport de la flota i aquesta havia estat derrotada per Barba-rossa a Préveza abans de la presa cristiana de Castelnuovo. A més a més, Venècia es va retirar de seguida de la Lliga Santa després d'acceptar un desavantatjós acord amb els turcs. No obstant les naus venecianes, la flota aliada no tenia res a fer contra Barba-rossa, qui a les hores comptava amb l'ajuda d'un altre experimentat militar, Turgut Reis.

## El setge

### Primeres maniobres

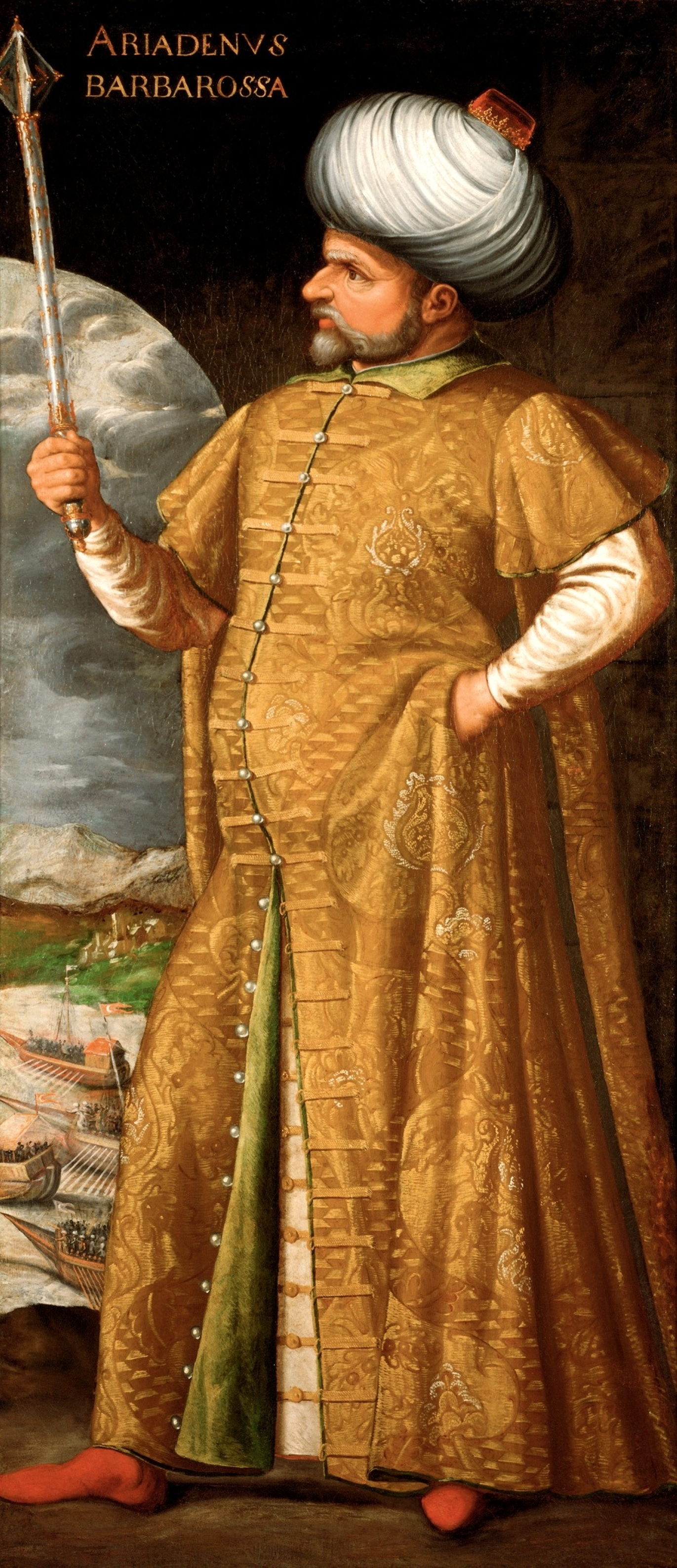
Khair ed-Din Barba-rossa en un retrat de segle XVI.

El sultà Solimà el Magnífic va ordenar a Khair ed-Din Barba-rossa que reorganitzés i rearmés la seva flota durant l'hivern i que la tingués a punt per operar a la primavera de 1539. A bord de les naus turques van embarcar 10 000 soldats d'infanteria i 4000 geníssers, les tropes d'elit de l'Imperi Otomà, com a reforç de les tropes de les galeres. D'acord amb les ordres rebudes, les forces de Barba-rossa, que sumaven al voltant de 200 vaixells i 20 000 combatents, establirien un bloqueig de Castelnuovo per mar al temps que les tropes del governador otomà de Bòsnia, 1 persa anomenat Ulamen, assetjaria la fortalesa per terra al comandament de 30 000 homes. Mentrestant, el comandant Sarmiento va emprar els mesos previs a l'assetjament a millorar les defenses de la plaça forta amb la reparació de les muralles i els baluards, a més de construir noves fortificacions. Davant la manca de mitjans per dur a terme totes les operacions que pretenia, les forces defensores van demanar reforços. El capità Alcocer va viatjar fins a Espanya amb instruccions de demanar ajuda, igual que Pere de Sotomayor a Sicília i el capità Zambrana a Bríndisi, tot en va. Andreu Doria, que es trobava en Òtranto amb 47 galeres imperials i 4 malteses, va rebre notícies de la situació a Castelnuovo però va decidir que les seves forces eren molt escasses i va fer arribar un missatge a Sarmiento en què li recomanava que es rendís.
Al juny Barba-rossa va enviar trenta galeres a bloquejar l'entrada del golf de Cattaro. Els vaixells van arribar a Castelnuovo el 12 de juny i van desembarcar mil soldats amb la intenció de trobar aigua potable i capturar soldats defensors o paisans per obtenir informació sobre la plaça forta. Els defensors van saber de la seva arribada i Sarmiento va ordenar intervenir a tres companyies sota comandament de capità Machín de Munguía ia la cavalleria de Llàtzer de Corón. El xoc dels dos bàndols es va produir abans de l'esmorzar i després d'un aferrissat combat les tropes otomanes es van veure forçades a fugir als seus vaixells. Tot i això, van tornar aquella mateixa tarda i en aquesta ocasió el mateix Sarmiento, que els esperava al costat dels capitans Álvaro de Mendoza, Olivera i Juan Vizcaíno i 600 homes, les va derrotar causant tres-cents morts i capturant trenta homes als turcs. La resta van escapar als vaixells.
Barba-rossa va arribar a Castelnuovo el 18 de juliol al front del gruix de les seves forces i immediatament va començar a posar en terra homes i artilleria. Uns dies després va arribar Ulamen i el seu nombrós exèrcit. Els sapadors otomans van passar cinc dies cavant trinxeres i construint rampes per 44 canons pesats de setge, a més d'aplanar els camps que envoltaven la fortalesa per facilitar les maniobres militars. Castelnuovo també va ser bombardejada des del mar per deu canons embarcats en galeres. Mentrestant, els terços van realitzar diverses sortides de contraatac per obstaculitzar els treballs de setge i van causar nombroses baixes, entre elles la d'Agi, un dels capitans favorits de Barba-rossa. Una altra sortida de vuit-cents soldats defensors va sorprendre a diverses unitats de geníssers que intentaven assaltar els murs de la fortalesa i van matar a gairebé tots i van deixar el lloc replet de cadàvers turcs. Quan Barba-rossa va ser informat d'aquest desastre va reprendre amb duresa als seus capitans perquè reposar aquests soldats era extremadament difícil. Per això, va prohibir les escaramusses per intentar evitar una nova derrota.

### El gran assalt
El 23 de juliol l'exèrcit de Barba-rossa estava llest per iniciar un assalt a gran escala i la seva artilleria disposada a enderrocar els murs de Castelnuovo. Amb la seu clar avantatge numèric sobre la guarnició defensora, la qual estava completament aïllada i sense possibilitat de rebre ajuda o subministraments, Barba-rossa els va oferir una rendició honorable, que incloïa el trànsit segur per Sarmiento i els seus homes fins Itàlia, conservar armes i banderes i el pagament de vint ducats a cada soldat. A canvi, li demanava a Sarmiento que abandonés tota la seva artilleria i la pólvora. Dos caps de la companyia del capità Vizcaíno, Juan Alcaraz i Francisco de Tàpia, se les van arreglar per tornar a Nàpols i anys després van escriure el seu relat dels fets. Tots dos van deixar constància que la resposta hispana va ser que «el mestre de camp va consultar amb tots els seus capitans, i els capitans amb els seus oficials, i van decidir que preferien morir a el servei de Déu i de la seva Majestat».

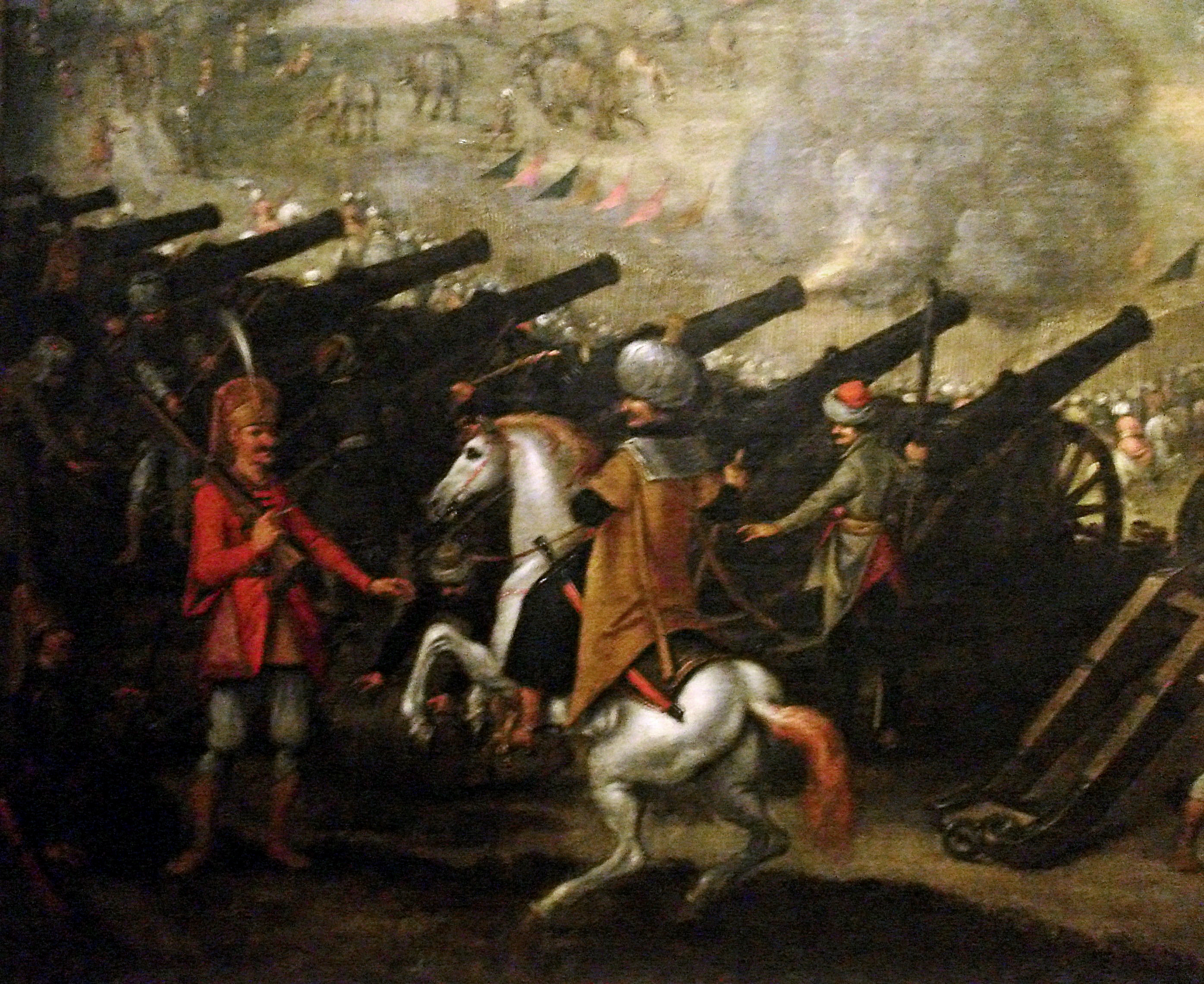
Canons otomans al setge d'Esztergom en 1543. Pintura de Sebastiaan Vrancx,

Poc després es va iniciar el gran assalt. Va durar tot el dia i van morir molts homes perquè els otomans van emprar al mateix temps tant infanteria com artilleria per assaltar els murs de Castelnuovo, cosa que va provocar baixes tant per foc amic com per acció dels defensors. Durant la nit els defensors van millorar les seves defenses i van tapiar els esvorancs oberts a les muralles. Quan es va reprendre l'atac l'endemà al matí, dia de Sant Jaume, el bisbe Jeremies va romandre al costat dels soldats per infondre'ls valor i confessar a tots els que resultaven ferits de mort en la defensa. Al voltant de sis mil otomans van morir en el sagnant assalt per només cinquanta entre els defensors, tot i que el nombre d'homes que després moririen per les seves ferides probablement fos més gran.
Encoratjats per l'èxit obtingut, centenars de soldats defensors van decidir contraatacar al campament otomà amb permís de Sarmiento. Un matí, sis-cents soldats dels terç van sorprendre els turcs, que en alguns llocs no van poder parar l'atac i van ser presa del pànic. Molts homes van trencar formació i van fugir, entre ells alguns geníssers, que van córrer per tot el campament trencant les botigues, inclosa la de Barba-rossa. La guàrdia personal de l'almirall va témer per la vida del seu senyor i, ignorant les seves protestes, el van portar a la seva galera al costat de l'estendard.

Geníssers otomans.

En els següents dies els canons turcs van concentrar els seus projectils en un fort de la ciutat alta, considerat per Barba-rossa com un punt clau que calia capturar. A el mateix temps, els canons restants van seguir disparant contra les febles muralles de la localitat. El 4 d'agost el comandant otomà va ordenar un assalt sobre les ruïnes del fort, reduït a runes. Sarmiento, que també ho considerava un important lloc de defensa, havia reforçat la guarnició i evacuat els ferits en els dies previs. L'escomesa es va produir a l'alba i la batalla es va perllongar tota la jornada, en la qual es va distingir el capità Machín de Munguía, que va liderar als defensors. Al vespre els soldats restants van retrocedir al costat dels ferits cap a les muralles i van deixar les ruïnes als turcs. El dia va ser sagnant ja que de tots els oficials que van defensar la posició només van sobreviure els capitans Masquefa, Munguía i Haro, així com el cap Galaz. Entre els pocs supervivents capturats pels otomans van trobar tres desertors. Van ser portats davant Barba-rossa a què van animar a continuar amb els assalts i li van informar que els defensors havien patit nombroses baixes, estaven escassos de pólvora i bales, així com amb molts ferits i exhausts.

### Captura otomana

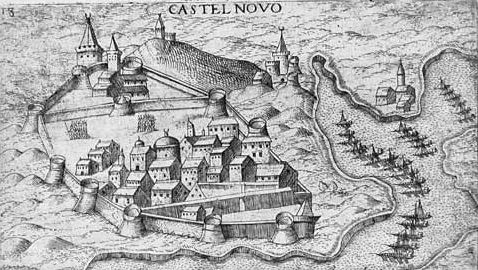
Vista de Castelnuovo al segle XVI; gravat d'un artista desconegut de al.

El 5 d'agost es va llançar un nou atac contra les muralles. Barba-rossa estava segur, pel que havien afirmat els desertors, que Castelnuovo cauria aviat. En aquesta ocasió van prendre part tots els geníssers restants ia la cavalleria se li va ordenar desmuntar per sumar-se a l'atac. Tot i la tremenda dissimilitud numèrica, els experimentats soldats dels terços van suportar amb èxit l'escomesa otomana i van aconseguir que aquest dia tan sols caigués en mans del seu enemic una torre de la muralla. Sarmiento va ordenar als seus sapadors que preparessin una mina per esfondrar aquesta torre, però l'intent va fracassar per una explosió accidental de pólvora que va matar tots els soldats que treballaven a la mina. A l'alba de l'endemà un inesperat xàfec va arruïnar les claus de metxa dels arcabussos, els pocs canons restants i tota la pólvora. Així, la defensa de les muralles es va desenvolupar amb espases, piques i ganivets diversos, una lluita en la qual es van veure obligats a participar fins als defensors ferits en dies previs. Tan sols els homes moribunds es van quedar en els seus llits d'hospital. Contra tot pronòstic, els pocs defensors restants van tornar a rebutjar els assalts turcs.
L'últim i definitiu atac dels assetjadors es va desencadenar l'endemà al matí, 7 d'agost de 1539. Francisco de Sarmiento, muntat en el seu cavall, va resultar ferit a la cara per tres fletxes, encara que va seguir dirigint als seus homes. Demolides pels ingents bombardejos, les muralles van quedar indefensables i el comandant va ordenar retirada general als 600 homes que li quedaven. El seu pla consistia a defensar un castell a la part baixa de la localitat, on estava refugiada la població civil. Tot i que el replegament es va fer amb perfecte ordre i disciplina, Sarmiento i els seus homes es van trobar les portes del castell tancades. Els seus ocupants van oferir una corda al comandant per enfilar els murs, però aquest va refusar i va respondre que «Déu mai voldria que jo em salvés i els meus companys morissin sense mi». Dit això, es va sumar als capitans Machín de Munguía, Juan Vizcaíno i Sancho Frías per liderar la Darrera defensa. Envoltats per l'exèrcit otomà, els últims soldats van lluitar esquena amb esquena fins a l'extenuació. Al final d'aquest dia, Castelnuovo estava completament en mans otomanes.

## Conseqüències
| «                                           | Héroes gloriosos, pues el cielo os dio más parte que os negó la tierra, bien es que por trofeo de tanta guerra se muestren vuestros huesos por el suelo. Si justo es desear, si honesto celo en valeroso corazón se encierra, ya me parece ver, o que sea tierra por vos la Hesperia nuestra, o se alce a vuelo. No por vengaros, no, que no dejastes A los vivos gozar de tanta gloria, Que envuelta en vuestra sangre la llevastes; Sino para probar que la memoria De la dichosa muerte que alcanzastes, Se debe envidiar más que la victoria | » |
| — Sonet 217 de Gutierre de Cetina (1520–57) | |   |

Gairebé tots els quatre mil geníssers a part de 16.000 soldats otomans més van morir en l'assalt a Castelnuovo. Segons alguns rumors, les baixes turques van poder ascendir fins 37.000 homes. Entre els defensors només van sobreviure dos-cents homes, la majoria ferits. Un dels presoners era el capità biscaí Machín de Munguía, a qui Barbarroja li va oferir la llibertat i sumar-se al seu exèrcit. L'almirall otomà coneixia l'extrema vàlua d'aquest militar, demostrada en la batalla de Préveza, on havia defensat amb èxit a una carraca veneciana que s'enfonsava de l'atac de diversos vaixells otomans. No obstant això, Munguía va rebutjar l'oferta i per això va ser decapitat a bord de la galera de l'almirall turc. La meitat dels presoners i tots els clergues també van ser executats per saciar les ànsies de venjança de les tropes otomanes, que estaven molt enfurismades per les elevades pèrdues sofertes en la presa de Castelnuovo. Els pocs supervivents van ser enviats a Constantinoble com a esclaus, encara que vint d'ells van protagonitzar una gesta sis anys després, quan van aconseguir escapar de presó i navegar fins al port italià de Messina.
Tot i que Sarmiento va perdre la plaça forta que estava sota el seu comandament, la defensa numantina que van fer els terços de Castelnuovo va ser elogiada per nombrosos poetes contemporanis i admirada per tota l'Europa cristiana. Els soldats que van lluitar en aquell enfrontament davant forces molt més nombroses van ser comparats amb els herois de la mitologia grecoromana i considerats immortals per la magnitud de la seva gesta. Tan sols alguns enemics acèrrims del rei Carles I, com l'humanista paduano Sperone Speroni, es regodearon amb l'aniquilació del terç de Castelnuovo.
La caiguda de Castelnuovo va posar punt final a la fallida campanya de la Lliga Santa contra el poder de l'Imperi Otomà al Mediterrani oriental. Carlos I d'Espanya va començar negociacions amb Barba-rossa per intentar atreure a les files imperials però va ser en va. Els esforços de l'emperador es van centrar per tant en la posada en marxa d'una gran expedició contra Alger en 1541 per intentar minvar la influència otomana a les costes de Barbaria. Aquesta ofensiva imperial, coneguda com Jornada d'Alger, va fracassar quan una tempesta va dispersar la flota i les tropes van haver de tornar a embarcar després d'haver patit nombroses baixes. En 1543 es va signar una treva entre l'emperador Carles i Solimán. Castelnuovo va estar sota govern otomà durant els següents 150 anys. Va ser recuperada en 1687 durant la Guerra de Morea pel capità general de la mar de l'armada de Venècia Girolamo Cornaro, qui en aliança amb els montenegrins dirigits per Vuceta Bogdanovic, va derrotar els turcs a prop de la localitat i va posar la fortalesa sota control venecià.